# Ryder Cup 1977
La 22ª edizione della Ryder Cup si è tenuta al Royal Lytham & St Annes Golf Club a Lytham St Annes, in Inghilterra, dal 15 al 17 settembre 1979.
La superiorità americana non fu mai messa in discussione fin dai primi incontri. Fu l’ultima edizione alla quale presero parte solo giocatori britannici e irlandesi, dato che a quella successiva furono ammessi anche golfisti dal resto dell’Europa.

## Formato
La Ryder Cup è un torneo match play, in cui ogni singolo incontro vale un punto. Il formato dell'edizione 1977 era il seguente, con una riduzione degli incontri da 32 a 20:
- I Giornata (Giovedì) – 5 incontri "foursome" (la migliore buca).
- II Giornata (Venerdì) – 5 incontri "fourball" (colpi alternati).
- III Giornata (Sabato) – 10 incontri singolari.

Ogni incontro si disputa su un massimo di 18 buche. La vittoria di ogni incontro assegna un punto, nel caso di parità del match si assegna ½ punto a ciascuno, per un totale di 20 punti disponibili. 10½ punti sono necessari per vincere, ma 10 punti (ovvero un pareggio) sono sufficienti alla squadra che difende per mantenere la coppa.

## Squadre
| Gran Bretagna e Irlanda |     |                         |
| Nome                    | Età | Note                    |
| Brian Huggett           | 40  | Capitano non-giocatore  |
| Brian Barnes            | 32  | 5ª partecipazione       |
| Ken Brown               | 25  | Esordio nella Ryder Cup |
| Howard Clark            | 23  | Esordio nella Ryder Cup |
| Neil Coles              | 42  | 8ª partecipazione       |
| Eamonn Darcy            | 25  | 2ª partecipazione       |
| Peter Dawson            | 27  | Esordio nella Ryder Cup |
| Nick Faldo              | 20  | Esordio nella Ryder Cup |
| Bernard Gallacher       | 28  | 5ª partecipazione       |
| Tommy Horton            | 36  | 2ª partecipazione       |
| Tony Jacklin            | 33  | 6ª partecipazione       |
| Mark James              | 23  | Esordio nella Ryder Cup |
| Peter Oosterhuis        | 31  | 4ª partecipazione       |

| Stati Uniti     |     |                         |
| Nome            | Età | Note                    |
| Dow Finsterwald | 48  | Capitano non-giocatore  |
| Raymond Floyd   | 35  | 3ª partecipazione       |
| Lou Graham      | 39  | 3ª partecipazione       |
| Hubert Green    | 30  | Esordio nella Ryder Cup |
| Dave Hill       | 40  | 3ª partecipazione       |
| Hale Irwin      | 32  | 2ª partecipazione       |
| Don January     | 47  | 2ª partecipazione       |
| Jerry McGee     | 34  | Esordio nella Ryder Cup |
| Jack Nicklaus   | 37  | 5ª partecipazione       |
| Ed Sneed        | 33  | Esordio nella Ryder Cup |
| Dave Stockton   | 35  | 2ª partecipazione       |
| Lanny Wadkins   | 27  | Esordio nella Ryder Cup |
| Tom Watson      | 28  | Esordio nella Ryder Cup |

## Risultati

### I sessione
Foursome
| Regno Unito (bandiera) · Irlanda (bandiera) | Risultati | Stati Uniti (bandiera) |
| ------------------------------------------- | --------- | ---------------------- |
| Gallacher/Barnes                            | 3 & 1     | Wadkins/Irwin          |
| Coles/Dawson                                | 1 up      | Stockton/McGee         |
| Faldo/Oosterhuis                            | 2 & 1     | Floyd/Graham           |
| Darcy/Jacklin                               | pareggio  | Sneed/January          |
| Horton/James                                | 5 & 4     | Nicklaus/Watson        |
| 1½                                          | Sessione  | 3½                     |
| 1½                                          | Totale    | 3½                     |

### II sessione
Four-ball
| Regno Unito (bandiera) · Irlanda (bandiera) | Risultati | Stati Uniti (bandiera) |
| ------------------------------------------- | --------- | ---------------------- |
| Barnes/Horton                               | 5 & 4     | Watson/Green           |
| Coles/Dawson                                | 5 & 3     | Sneed/Wadkins          |
| Faldo/Oosterhuis                            | 3 & 1     | Nicklaus/Floyd         |
| Jacklin/Darcy                               | 5 & 3     | Hill/Stockton          |
| James/Brown                                 | 1 up      | Irwin/Graham           |
| 1                                           | Sessione  | 4                      |
| 2½                                          | Totale    | 7½                     |

### III sessione
Singoli
| Regno Unito (bandiera) · Irlanda (bandiera) | risultati | Stati Uniti (bandiera) |
| ------------------------------------------- | --------- | ---------------------- |
| Howard Clark                                | 4 & 3     | Lanny Wadkins          |
| Neil Coles                                  | 5 & 3     | Lou Graham             |
| Peter Dawson                                | 5 & 4     | Don January            |
| Brian Barnes                                | 1 up      | Hale Irwin             |
| Tommy Horton                                | 5 & 4     | Dave Hill              |
| Bernard Gallacher                           | 1 up      | Jack Nicklaus          |
| Eamonn Darcy                                | 1 up      | Hubert Green           |
| Mark James                                  | 2 & 1     | Raymond Floyd          |
| Nick Faldo                                  | 1 up      | Tom Watson             |
| Peter Oosterhuis                            | 2 up      | Jerry McGee            |
| 5                                           | 5essione  | 5                      |
| 7½                                          | Totale    | 12½                    |